# بافت‌برداری مایع

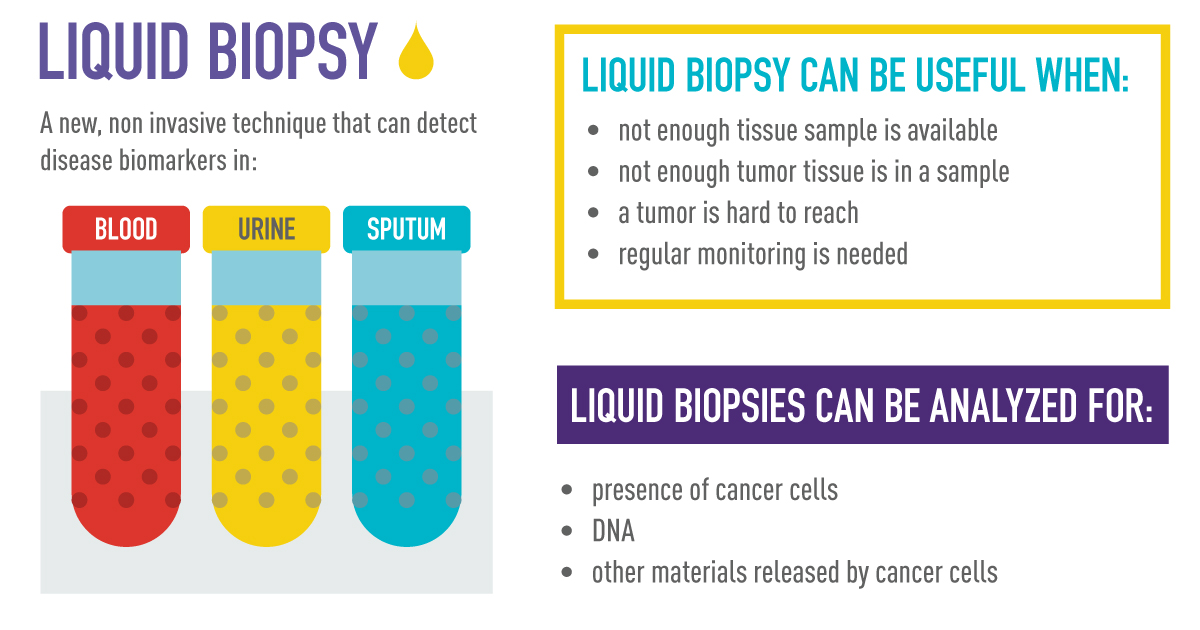
Nci-vol-11520-150

بافت برداری مایع (به انگلیسی: Liquid Biopsy) تستی است که بر روی نمونهٔ خونی انجام می‌شود و هدف آن یافتن سلول‌های سرطانی یا تکه‌هایی از DNA از تومور در گردش در جریان خون است. بافت برداری مایع می‌تواند برای یافتن سرطان در مراحل اولیه استفاده شود. همچنین می‌تواند برای برنامه‌ریزی درمان یا پیگیری روند درمان یا بررسی بازگشت سرطان استفاده شود. همچنین نمونه برداری‌های خونی متعدد در طول زمان می‌تواند به پزشکان کمک کند تا متوجه شوند چه تغییرات مولکولی در طول روند بیماری در تومور اتفاق می افتند. 

## موارد نیاز
هنگامی که بیماری با علائم مشکوک به سرطان به پزشک مراجعه می‌کند، یکی از اولین اقداماتی که پزشک ممکن است انجام دهد، نمونه برداری بافتی است. پروسه‌ای که در آن سلول‌ها برای بررسی دقیق تر جمع‌آوری می‌شوند. بررسی ظاهر سلول‌ها زیر میکروسکوپ می‌تواند حضور سرطان را نشان دهد و نوع آن را تعیین کند و اطلاعاتی راجع به مسیر بیماری به پزشک بدهد. علاوه بر این، بررسی مولکولی نمونه بافتی می‌تواند به برنامه‌ریزی روند درمان شخصی‌سازی شده کمک کند. با وجود اینکه نمونه‌برداری بافتی برای مراقبت از بیمار مهم است، انجام آن ممکن است به یک سوزن بزرگ، آندوسکوپی، یا جراحی باز نیاز داشته باشد که ممکن است تهاجمی، خطرناک، گران قیمت و دردناک باشند . همچنین بعضی از بیماران ممکن است به دلیل نوع تومورشان یا دیگر شرایط بیماریشان نتوانند به بافت برداری دسترسی داشته باشند. این موارد انجام بافت برداری‌های متعدد را دشوار می‌کنند و در نتیجه این تست‌ها می‌توانند به روش نامناسب و غیر کاربردی برای دنبال کردن تومورها در طول زمان تبدیل شوند. با این وجود، این روش‌ها همچنان استاندارد طلایی برای تشخیص و به دست آوردن اطلاعات راجع به سرطان هستند.
روش جدیدی در حال بررسی است که می‌تواند بالقوه به بافت برداری کمک کند و یا در شرایطی جایگزین آن باشد. این روش که معمولاً بافت برداری مایع نامیده می‌شود بر پایه آنالیز مولکول‌های تومور و همچنین سلول‌های آن که در مایعات بدن از جمله خون یا ادرار یافت می‌شوند است. با وجود اینکه به‌طور کلی این اعتقاد وجود دارد که بافت برداری مایع در نهایت می‌تواند تأثیر شگرفی بر مراقبت از بیمار داشته باشد، بیشتر محققان این حیطه معتقدند که دانش این زمینه هنوز در حال تکامل است و سوالات مهمی هنوز بدون پاسخ‌اند.
یکی از کاربردهای بافت برداری مایع، تست‌هایی است که DNA تومور در خون یا Circulating tumor DNA ctDNA را آنالیز می‌کنند. 
دو نوع مختلف بافت برداری مایع وجود دارد؛ نمونه برداری از سلول‌های توموری در جریان و DNA توموری در جریان فاقد سلول. این روش‌ها جایگزین غیر تهاجمی برای تکرار بافت برداری هستند تا جهش‌های ژنی که در سرطان اتفاق می افتند را مورد بررسی قرار دهند و از آن‌ها برای برنامه‌ریزی درمان شخصی استفاده می‌شود. علاوه بر آن به دلیل طبیعت متغیر و هتروژن سرطان و سرعت زیاد تغییر آن، بافت برداری‌های معمول فقط می‌توانند روند بیماری در یک بازه زمانی مشخص را نشان بدهند و نمی‌توانند برای بررسی تغییراتی که به سرعت در تومور اتفاق می افتند مورد استفاده قرار بگیرند. با تشخیص و شمارش تغییرات ژنی در CTC و cell-free DNA در خون، بافت برداری مایع می‌تواند اطلاعات در لحظه‌ای راجع به میزان پیشرفت تومور، میزان اثر بخشی درمان و احتمال متاساتاز دادن تومور به ما بدهد. این توسعه‌های تکنولوژیکی می‌توانند این امکان را به وجود بیاورند که سرطان را به جای یک بافت برداری معمولی، به کمک نمونه‌های خونی متعدد تشخیص بدهیم و کنترل کنیم. 

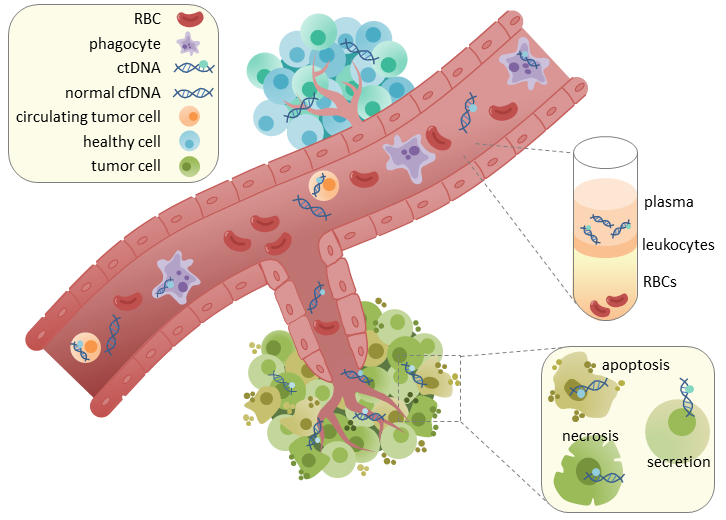
CtDNA in circulation

آنالیز DNA توموری در گردش بدون سلول cfDNA این برتری را به سول‌های توموری در گردش دارد که در نمونهٔ سول‌های توموری در گردش حدوداً 100 برابر DNA فاقد سلول بیشتری از DNA وجود دارد. این تست‌ها قطعاتی از DNA سلول‌های توموری را آنالیز می‌کند که مداوما توسط تومورها به داخل جریان خون ریخته می‌شوند. از تست‌هایی که cfDNA را آنالیز می‌کنند هنگامی استفاده می‌شود که بافت برداری معمولی مواد کافی برای انجام تست‌های DNA ندارد یا هنگامی که استفاده از یک فرایند تهاجمی DNA ایمن نیست. کاربرد دیگر این تست‌ها هنگامی است که بیماری به تازگی جراحی برای خارج کردن تومور بدخیم انجام داده است. در حدود 30 درصد موارد انتظار بازگشت تومور را داریم چرا که تعدادی از سلول‌های بدخیم حتی پس از جراحی در بدن باقی می‌مانند و بعداً دوباره رشد می‌کنند. مطالعات اولیه در حدود نیمی از بیماران موفق به تشخیص بازگشت تومور بدون نتایج مثبت کاذب شدند. 

## تاریخچه
اولین قدم در جهت توسعه بافت برداری مایع با انتشار مقاله‌ای برداشته شد که در آن DNA آزاد در گردش یا circulating free DNA cfDNA و RNA در خون انسان توصیف شده بودند. علاوه بر آن، میزان cfDNA در افراد بیمار از افراد سالم بیشتر بود که نشان می‌داد می‌توان با استفاده از یک نمونهٔ خون ساده، به دنبال حضور بیماری گشت. با توسعه تکنیک‌های حساسی که می‌توانند جهش‌های نادر را تشخیص دهند، اکنون می‌توانیم به درک ابعاد تومور با استفاده از نمونهٔ خون بپردازیم. با این وجود مشکلاتی بر سر راه وجود دارند و همهٔ نتایج به‌طور مستمر کاربرد بالینی ctDNA را تأیید نمی‌کنند.
CTCها نخستین بار در خون بیمار مبتلا به سرطان در سال 1869 مشاهده شدند ولی بیش از یک قرن طول کشید تا وارد عرصه تجارت شدند یعنی در سال 1994 توسط یک کمپانی به نام Immunicon. اولین تست بافت برداری مایع تجاری به نام CellSearch در سال 2000 معرفی شد. حیطهٔ بافت برداری مایع اکنون از نظر حساسیت و دقت در تشخیص و جداسازی CTC پیشرفت زیادی کرده‌است. در سال‌های اخیر گسترهٔ بافت برداری مایع فراتر از CTC رفته‌است و شامل ctDNA و EVها می‌شود. ctDNA بخش کوچکی از DNA آزاد در گردش موجود در خون هر فرد را تشکیل می‌دهد. EV که اکنون عمدتاً از اگزوزوم تشکیل شده‌اند جدیدترین ابزار استفاده شده در بافت برادری مایع است.  

## کشف و تشخیص ctDNA

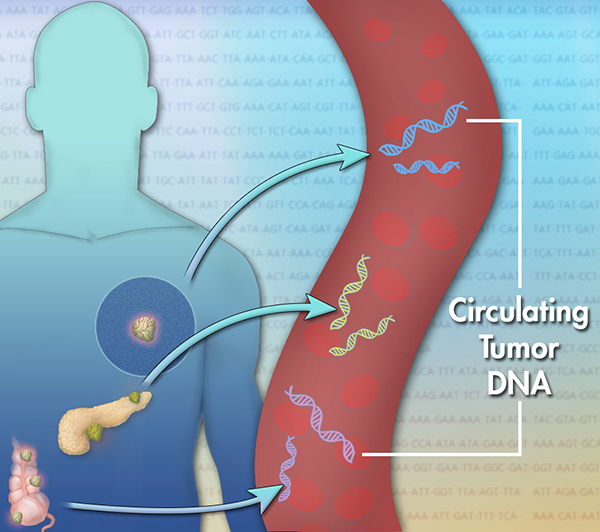
Scientists have discovered that dying tumor cells release small pieces of their DNA into the bloodstream. These pieces are called cell-free circulating tumor DNA (ctDNA).

حداقل دو مکانیسم وجود دارند که بر پایهٔ آن‌ها DNA وارد گردش خون می‌شود. این مکانیسم‌ها به فعال و غیر فعال تقسیم می‌شوند. روش غیر فعال پیشنهاد می‌کند که سلول‌های آپوپتوزی و نکروزی، DNA هسته‌ای و میتوکندریایی را حین انجام فرایند مرگ سلولی به داخل گردش خون آزاد می‌کنند. در شرایط سالم و طبیعی، بدن به‌طور خودکار با کمک فاگوسیت‌ها باقی‌ماندهٔ نکروز شدهٔ سلول‌ها را پاک‌سازی می‌کند و در نتیجه مقادیر cfDNA در افراد سالم، پایین باقی می‌ماند. با این وجود، در شرایط خاص، مثلاً وجود تودهٔ سلولی یا التهاب، پاکسازی به درستی اتفاق نمی‌افتد و باقی مانده‌های سلولی، شامل DNA، به جا می‌مانند و در نهایت وارد گردش خون می‌شوند. در کنار این، آزادسازی فعالانه DNA به داخل گردش خون نیز گزارش شده‌است. نظریه‌های مختلفی برای توضیح اینکه چرا سلول‌های سرطانی فعالانه DNA را به داخل خون آزاد می‌کنند وجود دارد. 
ctDNA همچنین ممکن است توسط سلول‌های توموری در جریان circulating tumour cells CTC موجود در خون آزاد شود. شواهد قطعی برای این مکانیسم ارائه نشده‌است و بین تعداد CTC و cfDNA موجود در خون اختلاف توجیه نشده‌ای وجود دارد.
در حال حاضر، معمول‌ترین روش برای به دست آوردن cfDNA احتیاج به تقریباً 1 میلی لیتر سرم یا پلاسما (3 میلی لیتر خون) دارد و آماده‌سازی نباید بیشتر از 4 یا 5 ساعت پس از خون‌گیری انجام شود. برای آماده‌سازی پلاسما، خون باید داخل لوله‌ای جمع‌آوری شود و به آن موادضد لخته اضافه شود. سپس سلول‌ها با کمک سانتریفیوژ خارج می‌شوند. سرم پس از لخته شدن خون جمع‌آوری می‌شود و در نهایت DNA در جریان با کمک روش‌های موجود از پلاسما یا سرم استخراج می‌شود.
آنالیز ctDNA از خون کاربرد کلینیکی برای بیماران دارد. این کاربرد تشخیص ناهنجاری‌های مختص تومور در ژن است. مطالعات داخل بدن انسان نشان داده‌اند که بین بار بیماری و تعداد ctDNA آزاد شده، هم بستگی مستقیم وجود دارد. 

## کاربرد بالینی

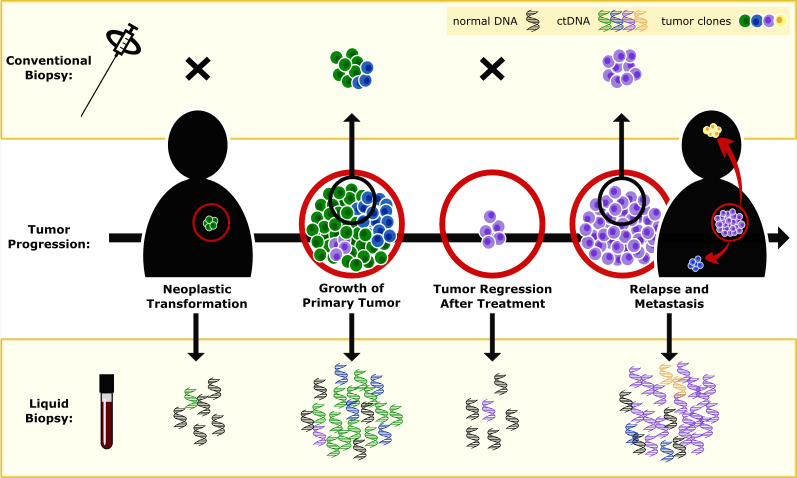
Clinical applications of ctDNA

سنجش مرحلهٔ بیماری یکی از قابل اطمینان‌ترین روش‌های پیش‌بینی پیش آگهی بیماری است و رابطه بین سطح تغییرات ژنتیکی مربوط به تومور و مرحله بیماری نیازمند بررسی‌های کامل برای همهٔ انواع سرطان است. مطالعات، هم بستگی قابل توجهی بین مرحله بیماری و حضور تغییرات ژنتیک وابسته به تومور (شامل جهش در TP53، KRAS و APC) در خون بیماران مبتلا به سرطان‌های قابل برداشت سینه، تخمدان، پانکراس و کولورکتال و سرطان بافت سنگفرشی دهان را نشان داده‌اند.
کاربرد بافت برداری مایع در تعیین پیش آگهی بیماران مبتلا به سرطان‌های قابل برداشت محدود خواهد بود و در سرطان‌های غیرقابل برداشت و سرطان‌هایی که در مراحل نهایی قرار دارند کاربرد بیشتری دارند. کاربرد دیگر در تشخیص زودهنگام بازگشت بیماری پس از انجام درمان‌هایی که احتمالاً مؤثر خواهند بود است. به دلیل اینکه روش‌های معمول برای تخشیص بازگشت بیماری هزینهٔ زیادی دارند یا در تشخیص میکرو متساتازها ضعیف عمل می‌کنند. 
کاربرد دیگر این روش در تشخیص سرطان‌هایی است که تشخیص آن‌ها با روش‌های موجود دشوار است برای مثال سرطان استخوان متاستاتیک و یا بعضی از فرم‌های سرطان پانکراس.

## چالش‌های پیش رو و کاربرد در کلینیک
با وجود اینکه مکانیسم‌های دقیق آزادسازی و فعالیت cfDNA هنوز به درستی کشف نشده اند، فرضیه‌های مختلفی وجود دارند که وجود DNA مربوط به تومور در گردش خون را توضیح می‌دهند. مورد قبول‌ترین فرضیه این است که سلول‌های تومور DNA را از طریق آپوپتوز، نکروز یا ترشح سلولی در میکرومحیط تومور آزاد می‌کنند. بعضی از سرطان‌هایی که مورد بررسی قرار گرفتند مقدار قابل تشخیصی ctDNA داشتند ولی CTC آن‌ها کمتر از حد قابل اندازه‌گیری بود. موارد برعکس نیز گزارش شده‌است. با وجود اینکه در بیشتر بیماران مقدار CTC و ctDNA با هم هم بستگی داشتند، این موارد نشان می‌دهند که استثناهایی وجود دارد و بیولوژی آزادسازی CTC و ctDNA هنوز به درستی درک نشده‌است.
علاوه بر این نشان داده شده‌است که درصد ctDNA موجود در کل cfDNA به‌طور قابل ملاحظه‌ای میان بیماران تفاوت دارد از کمتر از 10 درصد تا بیشتر از 50 درصد. با این وجود، مطالعات متعددی نشان داده‌اند این تفاوت سطح بین بیماران با وخامت تومور و پیشرفت بیماری هم بستگی دارد و در نتیجه می‌تواند به عنوان ابزاری برای سنجش میزان پیشرفت تومور و میزان موفقیت روش درمانی استفاده شود.
با این وجود، پیش از آنکه بافت برداری مایع بتواند به عنوان یک ابزار تشخیصی کاربردی تثبیت، مراحل پیش آنالیزی از جمله جمع‌آوری بیومایع (خون، سروم، پلاسما و ...) تنظیم شرایط سانتریفیوژ، ایزوله کردن reagentها و شرایط نگهداری باید استانداردسازی شوند تا امکان انجام مجدد پروسه وجود داشته باشد. علاوه بر آن، مراحل آنالیزی مثلاً شمارش cfDNA و بررسی جهش‌های ژنی به دنبال آن باید بررسی شوند تا مشابه شرایط کلینیکال باشند. حساسیت و ویژگی نمونه‌های مورد استفاده باید به اندازه کافی و قابل تولید مجدد باشد و شرابط کنترل کیفی داخلی و خارجی را داشته باشد. 